# Керол Рід
Сер Ке́рол Рід (англ. Carol Reed; 30 грудня 1906, Лондон — 25 квітня 1976, Лондон) — британський кінорежисер, лауреат премії «Оскар».

## Фільмографія
- Третя людина
- Заколот на Баунті, розпочав зйомки
- Олівер!